# Шидо
Шидо (італ. Scido, сиц. Scidu) — муніципалітет в Італії, у регіоні Калабрія, метрополійне місто Реджо-Калабрія‎.
Шидо розташоване на відстані близько 500 км на південний схід від Рима, 95 км на південний захід від Катандзаро, 29 км на північний схід від Реджо-Калабрії.
Населення — 939 осіб (2014).
Щорічний фестиваль відбувається 3 лютого. Покровитель — святий Власій.

## Демографія
Населення за роками:

Станом на 1 січня 2023 року в муніципалітеті офіційно проживало 18 іноземців з 4 країн, серед них 13 громадян країн Євросоюзу.

## Сусідні муніципалітети
- Козолето
- Деліануова
- Сан-Лука
- Санта-Кристіна-д'Аспромонте